# Michele Cozzoli
Michele Cozzoli (Napoli, 3 maggio 1915 – Roma, 31 agosto 1961) è stato un compositore, direttore d'orchestra e arrangiatore italiano.

## Biografia
Cozzoli studiò pianoforte e violino con il maestro Raffaele Caravaglios. Terminato il servizio di leva, iniziò la sua carriera come direttore d'orchestra, prima di focalizzarsi nelle attività di arrangiatore e compositore di colonne sonore per il cinema e per il teatro di rivista.
Anche compositore di canzoni, partecipò con alcune composizioni al Festival di Sanremo e al Festival di Napoli.

## Filmografia

### Cinema
- Menzogna, regia di Ubaldo Maria Del Colle (1952)
- Legione straniera, regia di Basilio Franchina (1952)
- Torna!, regia di Raffaello Matarazzo (1953)
- L'angelo bianco, regia di Raffaello Matarazzo (1955)
- La rossa, regia di Luigi Capuano (1955)
- Quando tramonta il sole, regia di Guido Brignone (1956)
- Maruzzella, regia di Luigi Capuano (1956)
- Amaramente, regia di Luigi Capuano (1956)
- Sangue di zingara, regia di Maria Basaglia (1956)
- La nonna Sabella, regia di Dino Risi (1957)
- Serenata a Maria, regia di Luigi Capuano (1957)
- Primo applauso, regia di Pino Mercanti (1957)
- Onore e sangue, regia di Luigi Capuano (1957)
- Malafemmena, regia di Armando Fizzarotti (1957)
- Il conte di Matera , regia di Luigi Capuano (1957)
- Ricordati di Napoli, regia di Pino Mercanti (1958)
- Totò, Peppino e le fanatiche, regia di Mario Mattoli (1958)
- Sorrisi e canzoni, regia di Luigi Capuano (1958)
- Carosello di canzoni, regia di Luigi Capuano (1958)
- Il cavaliere del castello maledetto, regia di Mario Costa (1958)
- La nipote Sabella , regia di Giorgio Bianchi (1958)
- Il mondo dei miracoli, regia di Luigi Capuano (1959)
- La scimitarra del Saraceno, regia di Piero Pierotti (1959)
- Le signore, regia di Turi Vasile (1960)
- Il cavaliere dai cento volti, regia di Pino Mercanti (1960)
- I pirati della costa, regia di Domenico Paolella (1960)
- Il terrore dei mari, regia di Domenico Paolella (1961)
- Una spada nell'ombra, regia di Luigi Capuano (1961)